# کوره بر
کوره بر، روستایی از توابع بخش مرکزی شهرستان لاهیجان در استان گیلان ایران است. 

## جمعیت
این روستا در دهستان آهندان قرار دارد و براساس سرشماری مرکز آمار ایران در سال ۱۳۸۵، جمعیت آن ۲۱۶ نفر (۵۹خانوار) بوده‌است.